# Alexandre Arsène Girault

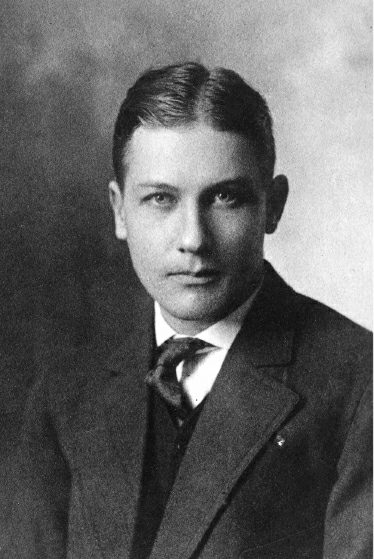
Alexandre Arsène Girault, um 1904

Alexandre Arsène Girault (geboren am 9. Januar 1884 in Annapolis, Maryland; gestorben am 2. Mai 1941 in Dunwich, Queensland) war ein US-amerikanischer Entomologe und Parasitologe. Mit mehr als 3.000 Erstbeschreibungen von Gattungen und Arten und einer großen Anzahl entomologischer Publikationen war er einer der bedeutendsten Experten für die Taxonomie der Erzwespen (Chalcidoidea). Darüber hinaus forschte er in geringerem Umfang zu Fransenflüglern und Weichwanzen.
Obgleich Giraults Veröffentlichungen zum großen Teil im Selbstverlag erfolgten und in ihrer Oberflächlichkeit heutigen wissenschaftlichen Ansprüchen nicht mehr genügen, sind viele der von ihm beschriebenen Taxa gültig. Girault zeigte in seinen Veröffentlichungen und im Umgang mit Kollegen und Vorgesetzten ein exzentrisches Wesen, große Streitlust, von Vorurteilen geprägte Einstellungen. Sein Verhalten gegenüber seinen Kollegen und seine umfangreiche Tätigkeit in berufsfremden Feldern bereiteten ihm wiederholt große Probleme. Girault litt nach dem Tod seiner Ehefrau und dem Verlust seines Arbeitsplatzes an Depressionen und Wahnvorstellungen. Er verbrachte die letzten beiden Jahre seines Lebens überwiegend in Heimen.

## Familie

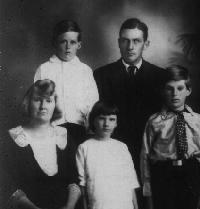
Alexandre Arsène Girault mit seiner Familie, April 1924

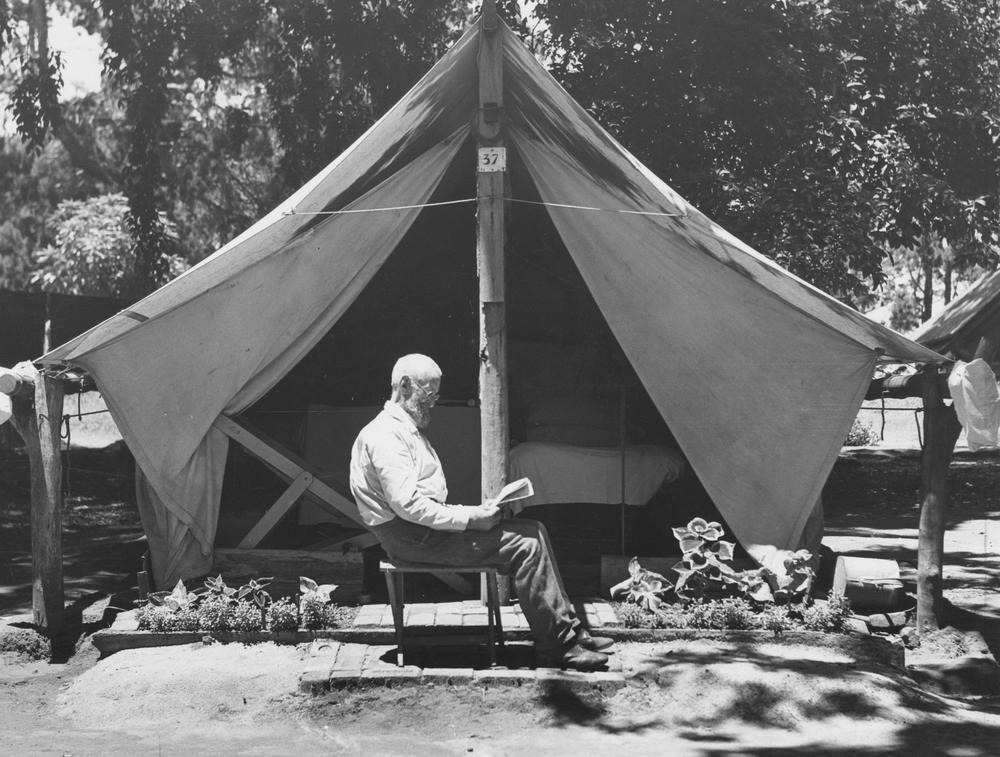
Bewohner des Dunwich Benevolent Asylum vor seinem Zelt

Alexandre Arsène Girault wurde in Annapolis, Maryland als Sohn einer alteingesessenen französischstämmigen Familie geboren. Sein Großvater Arsène Napoléon Alexandre Girault de San Fargeau gehörte als Französischlehrer zum ersten Lehrkörper der 1845 gegründeten United States Naval Academy, wurde 1848 in den Dienstgrad eines Professor of Mathematics erhoben (wie alle Lehrkräfte, unabhängig vom unterrichteten Fach) und leitete bis 1866 den Fachbereich Französisch der Naval Academy. Giraults Vater Joseph Bonaparte Girault und seine Mutter Elizabeth Frances Goosdwin Girault waren Mitbegründer einer presbyterianischen Kirchengemeinde in Annapolis.
Im Januar 1913 heiratete Girault Elizabeth Jeanette Pilcher, eine 21-jährige Lehrerin aus Gordonvale, Queensland, wo er seinerzeit arbeitete. Trauzeuge war Giraults junger Assistent Alan Parkhurst Dodd. Im November 1913 wurde das erste Kind der Giraults geboren, 1925 das fünfte. Die Familie musste nach der Rückkehr aus den Vereinigten Staaten im Jahr 1919 etliche Male umziehen und litt wegen Giraults prekären Beschäftigungsverhältnissen stets unter wirtschaftlichen Schwierigkeiten. Elizabeth Girault erkrankte bald nach der Rückkehr nach Australien an Tuberkulose und starb im September 1931.
Im Juli 1939 kam es nach Streitigkeiten mit Nachbarn zu einem Polizeieinsatz wegen Giraults aggressiven Auftretens. Er wurde erstmals in eine psychiatrische Klinik eingewiesen, aber nach wenigen Monaten wieder in die Obhut seiner Kinder entlassen. 1940 wurde er erneut in das Dunwich Benevolent Asylum in Dunwich eingewiesen, einer Unterbringungseinrichtung für psychisch Kranke und Altersheim. Dort verbrachte er das letzte Jahr seines Lebens. Zunächst war er in einem Schlafsaal untergebracht, bekam aber schließlich das Privileg eines Zelts mit der entsprechenden Privatsphäre zugestanden. Die überlieferte Korrespondenz mit dem Queensland Museum zeigt sein anhaltendes Interesse an der wissenschaftlichen Arbeit und an seinen letzten Veröffentlichungen, lässt aber auch auf einen zunehmenden körperlichen und geistigen Verfall schließen. Anfang Mai 1941 ist Girault im Dunwich Benevolent Asylum verstorben.

## Werdegang

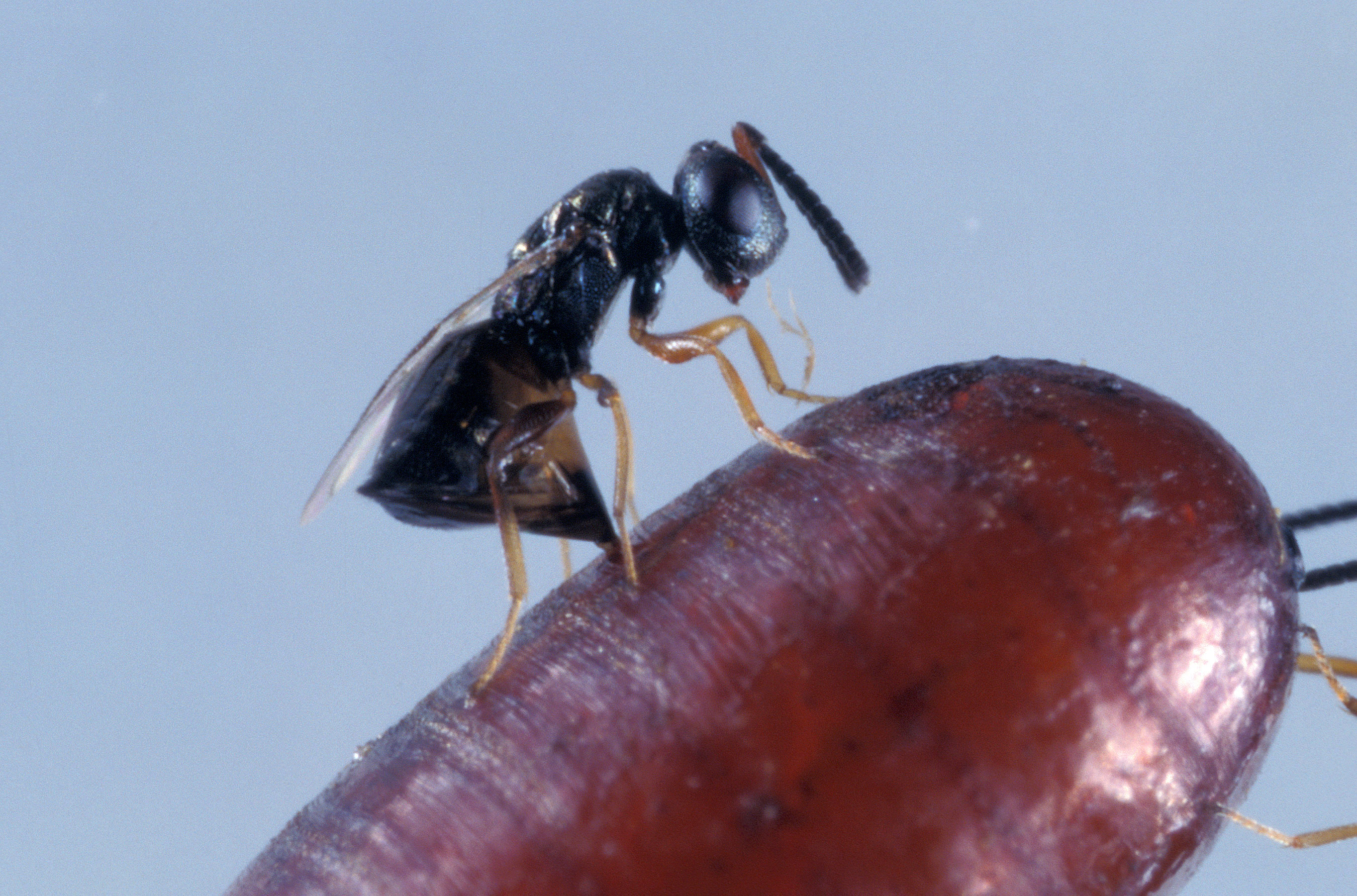
Muscidifurax raptor Girault & Sanders, 1910 (bei der Eiablage in der Puppe einer Fliege)

### Studium und erste Jahre in Illinois (1903 bis 1911)
Girault studierte am Virginia Polytechnic Institute und graduierte dort 1903 zum Bachelor of Science. Es folgten nicht besonders lange währende Tätigkeiten als Mathematiklehrer und als Chemiker in einer Werft in Sparrows Point in Maryland. 1904 trat er in den Dienst des U.S. Department of Agriculture und arbeitete unter der Leitung von Altus Lacy Quaintance im Bereich der Agrarentomologie. Zu seinen Aufgaben gehörte die Erforschung des Nordamerikanischen Pflaumenrüsslers (Conotrachelus nenuphar), des Kartoffelkäfers (Leptinotarsa decemlineata) und des Pfirsich-Glasflüglers (Synanthedon pictipes). 1908 ging Girault als Assistent des State Entomologist nach Illinois und 1909 als Assistent an die University of Illinois. Dort befasste er sich mit Vorratsschädlingen, dem Kartoffelkäfer und Bettwanzen, entwickelte aber auch sein Interesse an den Erzwespen. Zusammen mit seinem Kollegen George E. Sanders verfasste er die Erstbeschreibung von Muscidifurax raptor und mehrere Aufsätze zu ihrer Ökologie. Das war eine der wenigen frühen Arbeiten Giraults, die in der Zusammenarbeit mit Kollegen entstanden.

### Nelson, Queensland, Australien (1911 bis 1914)
Im australischen Queensland hatte sich ein bedeutender Zuckerrohranbau entwickelt, der ab 1890 zunehmend von Schädlingen beeinträchtigt wurde. Die dramatische Situation führte 1900 zur Verabschiedung des Sugar Experimental Stations Act, mit der eine Behörde und drei Forschungsstationen zur Erforschung und Bekämpfung der Zuckerrohr-Schädlinge eingerichtet wurden. Eine der Forschungsstationen befand sich in Nelson, heute Gordonvale, im nördlichen Queensland. Im März 1911 war die Lage so dramatisch, dass die Regierung von Queensland beim U.S. Department of Agriculture um die Empfehlung eines qualifizierten Entomologen bat, der in einer der Forschungsstationen arbeiten sollte. Das Gehalt war niedrig und die erwünschte Qualifikation im Bereich der Entomologie, Mykologie und Pflanzenkrankheiten stand dazu in keinem Verhältnis. Der Leiter des Bureau of Entomology, Leland Ossian Howard, empfahl schließlich Girault als jungen und engagierten Wissenschaftler, der sich bereits mit den Parasiten von Pflanzenschädlingen befasst hatte.
Im Oktober 1911 kam Girault in Australien an. Bis 1914 arbeitete er überwiegend in der Forschungseinrichtung in Nelson, unternahm aber auch Feldforschungen in anderen Teilen von Queensland. Seine Aufgabe war die Erforschung von Schädlingen des Zuckerrohrs wie verschiedenen Blatthornkäfer (Scarabaeidae), deren Larvenstadien die Wurzeln der Pflanzen fraßen. Von besonderem Interesse waren dabei die natürlichen Feinde der Käfer und ihrer Larven, wie parasitoide Erzwespen und ihre Verwandten. Die Erforschung der bis dahin noch nicht eingehend untersuchten australischen Erzwespenfauna und ihre systematische Erfassung nahmen einen großen Teil seiner Zeit, auch seiner Freizeit, in Anspruch. Bereits wenige Wochen nach seiner Ankunft verhandelte Girault mit Ronald Hamlyn-Harris, dem Leiter des Queensland Museum, über die Veröffentlichung seiner Arbeiten zur Taxonomie australischer Spinnen und Insekten. Daraus entwickelte sich eine fast drei Jahrzehnte bis zu Giraults Tod währende Korrespondenz und eine langjährige Zusammenarbeit mit Hamlyn-Harris und seinen Nachfolgern. Seine taxonomischen Studien an Erzwespen interessierten Girault deutlich mehr als die Schädlinge der Zuckerrohrs. Da er in Australien keine Möglichkeit sah, seinen Vorstellungen entsprechend zu forschen, kündigte er sein Arbeitsverhältnis zum 30. August 1914, informierte seinen Arbeitgeber aber bereits im August 1913 über seine Absichten.

### National Museum of Natural History, Washington, D.C. (1914 bis 1917)

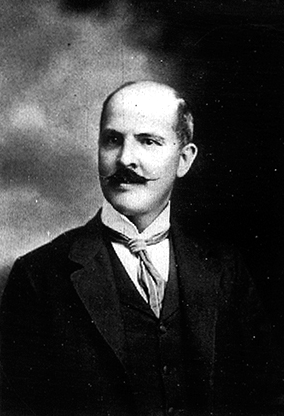
William Harris Ashmead (1855–1908)

Im Januar 1915 traf Girault mit seiner Familie in Washington, D.C. ein. Bis 1917 arbeitete Girault für das Bureau of Entomology, eine Einrichtung des U.S. Department of Agriculture. Der Arbeitsplatz befand sich in den Räumen des National Museum of Natural History, wo er an der Bearbeitung der Erzwespen der Sammlung arbeitete. Im Zusammenhang mit dem Ersten Weltkrieg wurden die Forschungsmittel stark eingeschränkt und es wurde vom Bureau of Entomology als einer Einrichtung des Landwirtschaftsministeriums erwartet, dass sie ihre knappen Mittel in die Erforschung und Bekämpfung von Agrarschädlingen investiert. Eine für den äußerst produktiven Girault spürbare Beschränkung war die Auflage für alle Mitarbeiter des Bureau of Entomology, monatlich nicht mehr als eine wissenschaftliche Arbeit zu veröffentlichen. Darüber hinaus wurde von ihm gefordert, dass auch seine Veröffentlichungen zur Taxonomie einen inhaltlichen Bezug zur Agrarentomologie behielten, also Nützlinge und Schädlinge behandelten.
Girault war mit den Arbeitsbedingungen dort äußerst unzufrieden. Dabei fühlte er sich von der Anwesenheit einiger Kollegen belästigt, die an seinem ohnehin beengten Arbeitsplatz durch Unterhaltungen und Gelächter für permanente Unruhe sorgten. Er bezeichnete Washington, also seinen dortiges Arbeitsumfeld, als ein „Irrenhaus“, in dem wissenschaftliches Arbeiten unmöglich sei. Darüber hinaus übte Girault scharfe Kritik am Zustand der Sammlung und an der fachlichen Kompetenz eines seiner Vorgänger, des bereits 1908 verstorbenen William Harris Ashmead. Einer seiner heftigsten Angriffe gegen Fachkollegen betraf die Zeit in Washington und richtete sich 1929 gegen den zwanzig Jahre zuvor verstorbenen Ashmead:

„False Captain! Ah! dark Error's pioneer,

Enthusiastic dunce and shamming seer,

Aching for a days applause;

Low scholar ever wishing us to laud

Ambition's wind-blown froth and sandy fraud,

Thus defying Heaven's laws.
Arise! Come, get thee from thy shelt'ring grave

Where, strongly walled, e'en thou couldst dare be brave

With Impunity's gaunt grace!

Ah, come, past coward, lily-livered liar,

Fair-tongued sweetmouthing unctious friar

Let's see what's writ across thy face!“

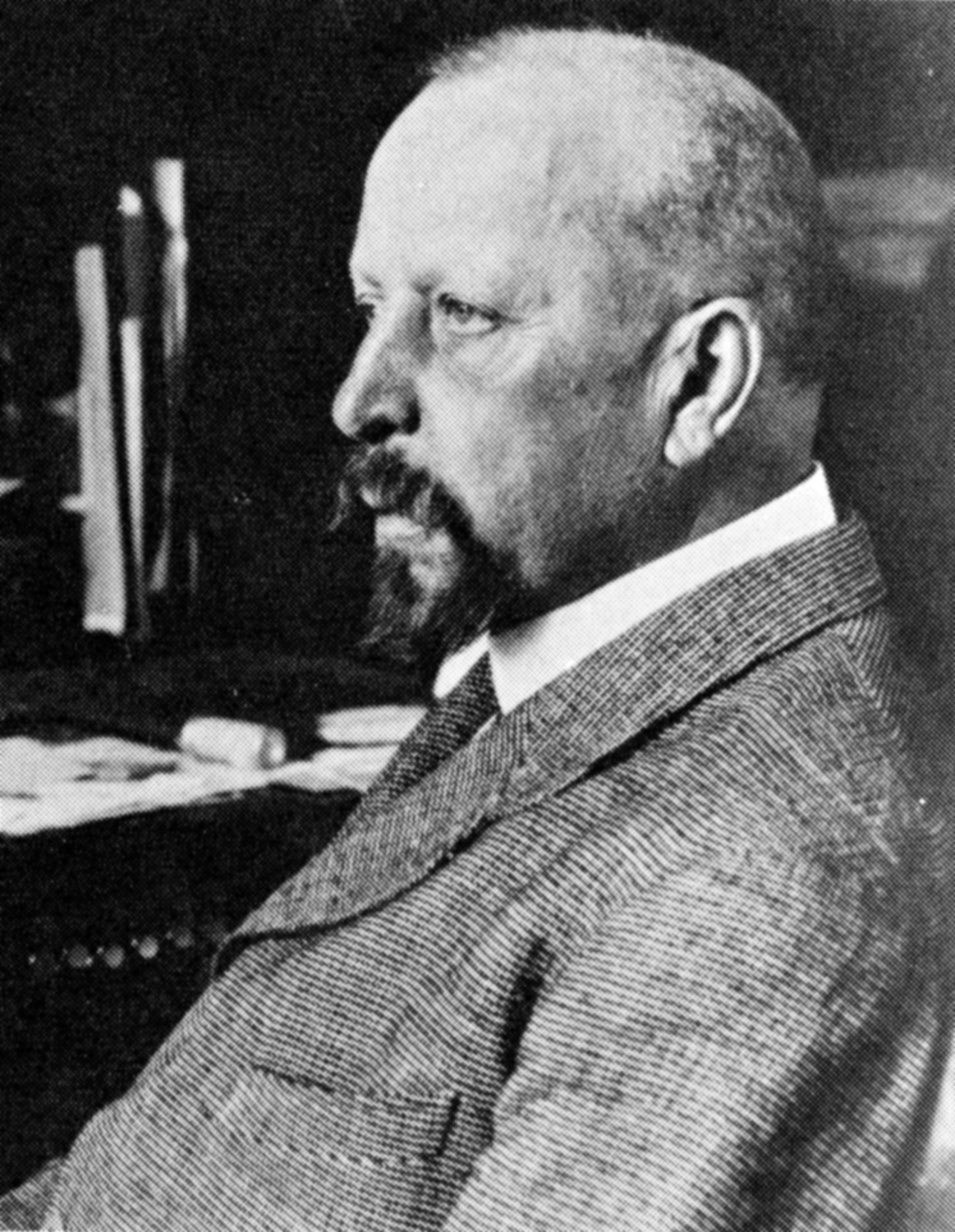
Leland Ossian Howard (1857–1950)

Während Girault niemals mit Ashmead Kontakt hatte, war ihm Leland Ossian Howard als direkter Vorgesetzter, Leiter des Bureau of Entomology und Vorsitzender der Entomological Society of Washington persönlich bekannt. Als einer der führenden Vertreter der wirtschaftlichen Nutzung der Entomologie und der biologischen Schädlingsbekämpfung verkörperte Howard das Gegenteil von Giraults Forscherideal. Entsprechend äußerte dieser sich 1917 in einer seiner ersten Veröffentlichungen im Selbstverlag:

„The Entomologist

Didst think that I like those poor others could be sold?

My soul a slave to thee? 'Twas this no less!
Who taught the Fool truth could be bartered for gain?

Thou art lost, thy own high soul is lost, died

The day that for paltry things thy heart was slain-“

Die Situation im National Museum of Natural History war für Girault unerträglich und Girault muss für alle seine Kollegen und Vorgesetzten, insbesondere Howard, unerträglich gewesen sein. Bereits Mitte 1916 fasste Girault den Entschluss, die Vereinigten Staaten zu verlassen. 1917 wurde das Arbeitsverhältnis beendet und Girault ging für immer nach Australien. Die Auseinandersetzungen in Washington, Giraults in der Zeit von 1914 bis 1917 entwickelter Antiamerikanismus und seine kritische Haltung gegenüber der Wirtschaft und verschiedenen Entwicklungen in Politik und Gesellschaft wirkten noch viele Jahre nach und wurden in seinen Pamphleten immer wieder aufgegriffen. Girault ging 1914 als ein umgänglicher junger Wissenschaftler voller Optimismus in die USA und kehrte drei Jahre später als verbitterter und streitsüchtiger Mann zurück.

### Meringa Sugar Experiment Station, Gordonvale (1917 bis 1919)

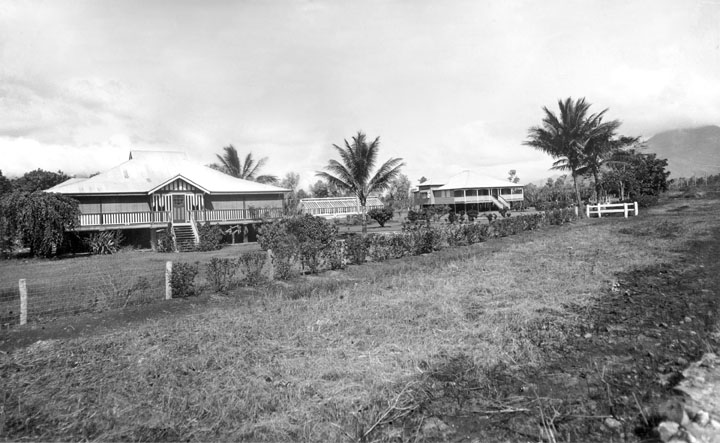
Meringa Sugar Experiment Station, Gordonvale, Queensland, um 1935

Die Überfahrt nach Australien wurde von dem Verlust eines Frachtstücks überschattet, in dem Girault neben Manuskripten seine Fachliteratur und entomologisches Arbeitsmaterial aufgegeben hatte. Eine Neubeschaffung war wegen seiner angespannten finanziellen Lage nicht möglich und die resultierende Beeinträchtigung seiner taxonomischen Arbeit währte mehrere Jahre. In Australien wurde Girault Angestellter des Landwirtschaftsministeriums von Queensland. Er begann in der neu errichteten Meringa Sugar Experiment Station zu arbeiten, in die seine alte Arbeitsstätte aufgegangen war. Allerdings war die Position des Leiters nunmehr mit James Franklin Illingworth besetzt, einem ebenfalls US-amerikanischen Entomologen, der zuvor Professor am College of Agriculture and Mechanical Arts auf Hawaii war. Girault wurde lediglich als dessen Assistent beschäftigt, und aufgrund der Erfahrungen während seiner Tätigkeit von 1911 bis 1914 wurde Illingworth nahegelegt darauf zu achten, dass Girault sich mit seinen eigentlichen Aufgaben anstatt der Taxonomie beschäftigt. Seine taxonomischen Studien konnte Girault somit nur in seiner Freizeit durchführen. Binnen weniger Monate kam es zu heftigen Auseinandersetzungen mit Illingworth. Anfang 1919 wurde Girault vom Dienst suspendiert, weil er wiederholt nicht zur Arbeit erschienen war. Er selbst rechtfertigte sich damit, er sei wegen einer  „rauen“ Ansprache durch Illingworth in den Streik getreten. Nach weiteren Auseinandersetzungen, in die auch die Verwaltung der Forschungsstation einbezogen war, wurde Girault im Mai 1919 entlassen.

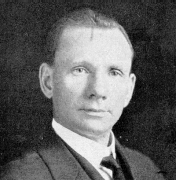
Altus Lacy Quaintance (1870-1858)

Auch in Australien fand Girault Gelegenheit, seine Angriffe gegen Kollegen fortzusetzen. Einer der Angegriffenen war Altus Lacy Quaintance, einer der Begründer der wirtschaftlichen Nutzung der Entomologie, Mitarbeiter des Bureau of Entomology und Mitglied, Präsident der Entomological Society of Washington und von 1904 bis 1908 Giraults Vorgesetzter. Die erste und letzte Strophe seines Gedichts Ein Lied nach der Melodie von Auld Lang Syne über einen prominenten ökonomischen Entomologen (der die Insekten der Wirtschaft geopfert hat) nannte Quaintance mit Namen:

„Should A. L. Quaintance be forgot

And other childish men

Who their first love let go to pot

That they might fatten.“

Diese öffentlichen Angriffe gegen die führenden Vertreter der Entomologie waren für Girault ein Ventil, um seinen Ärger abzulassen. Sie disqualifizierten ihn aber auch für viele Tätigkeiten in dem von Persönlichkeiten wie Howard und Quaintance geprägten Forschungsgebiet.

### Gelegenheitsarbeiten (1919 bis 1923)

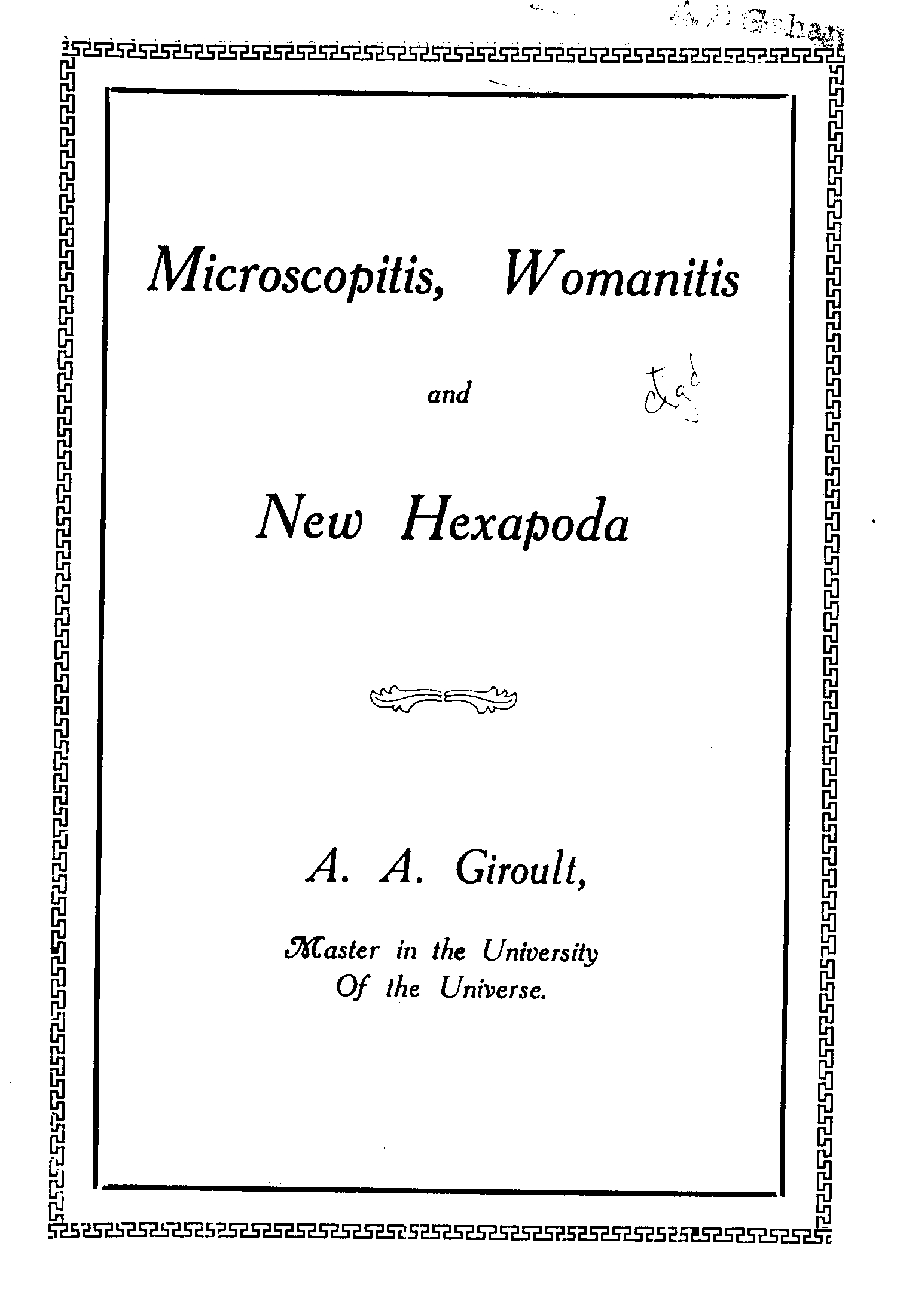
Microscopitis, Womanitis and New Hexapoda, 1923

Im Mai 1919 zog Girault mit seiner Familie, mittlerweile waren drei Kinder geboren, nach Brassall, heute ein Stadtteil von Ipswich City, und versuchte sich erfolglos in der Geflügelzucht. Im November 1919 zog er nach Wyllum, einem Stadtteil von Brisbane, und eröffnete ein Obst- und Gemüsegeschäft. Bereits im Frühherbst 1920 war auch diese Unternehmung gescheitert und Girault eröffnete ein drittes Geschäft. Die Not seiner Familie zwang Girault, eine Stelle als Helfer im Rahmen der Kampagne zur Ausrottung der Hakenwürmer anzunehmen. Dabei untersuchte er unter dem Mikroskop Stuhlproben auf Hakenwürmer und deren Entwicklungsstadien, und Blutproben auf Plasmodien und Filarien. 1923 lieferte er in seiner Veröffentlichung Microscopitis, Womanitis and New Hexapods eine kryptische Beschreibung der Qualen, die ihm diese untergeordnete Tätigkeit bereitete.

### Brisbane, Queensland, Australien (1923 bis 1935)
Im Februar 1923 wurde Girault wieder als Entomologe beim Landwirtschaftsministerium angestellt. Obgleich er nie in die Vereinigten Staaten zurückkehrte hat Girault seine US-amerikanische Staatsbürgerschaft nie aufgegeben. Als Ausländer konnte er von einer australischen Behörde jeweils nur befristet für wenige Monate oder längstens ein Jahr eingestellt werden. In einer Zeit großer Arbeitslosigkeit, die nach der Weltwirtschaftskrise auch Australien erfasst hatte, bedeutete das für Girault permanente existentielle Bedrohung. Giraults Arbeitsplatz war Brisbane, er wurde aber zu Feldforschungen im ganzen Bundesstaat Queensland entsandt. Bis Ende Juni 1935 wurde Girault im Landwirtschaftsministerium von Queensland beschäftigt, über die Gründe für sein Ausscheiden ist nichts bekannt.

### Letzte Jahre (1935 bis 1937)
In der folgenden Zeit verdiente Girault seinen Lebensunterhalt mit Gelegenheitsarbeiten, zeitweise als Arbeiter in einem Steinbruch in Indooroopilly und beim Straßenbau, oder lebte von Arbeitslosengeld. Mit Hilfe seines letzten Vorgesetzten im Landwirtschaftsministerium konnte Girault Fördermittel der Commonwealth Scientific and Industrial Research Organisation (CSIRO) erlangen. Diese Mittel ermöglichten ihm eine zunächst auf drei Monate befristete und mehrfach verlängerte Arbeit an der Synopsis of Australian Chalcidoidea, in Zusammenarbeit mit dem Queensland Museum und unter dessen Aufsicht. Mit dem Abschluss dieser Arbeiten im Juni 1937 endete Giraults wissenschaftliche Berufstätigkeit.

## Forschungen
Giraults Forschungen konzentrierten sich auf die nordamerikanischen und australischen Hymenoptera, insbesondere die Erzwespen (Chalcidoidea). Daneben befasste er sich in geringem Umfang mit Fransenflüglern (Thysanoptera) und Weichwanzen (Miridae), ohne dass er in diesen Bereichen herausragende Leistungen erbracht hätte. Nur zu Beginn seiner wissenschaftlichen Laufbahn, als Entomologe der University of Illinois, veröffentlichte er mehrere Arbeiten mit George E. Sanders und anderen Kollegen. Während der folgenden 30 Jahre arbeitete und veröffentlichte er alleine, und er war nicht zur Zusammenarbeit mit Anderen in der Lage. Seine Respektlosigkeit gegenüber der Arbeit anderer und den Interessen zukünftiger Forscher ging so weit, dass er bedenkenlos Typusmaterial von Arten zerstörte, um ein unzugängliches anatomisches Merkmal zu untersuchen, an dem er gerade interessiert war.

### Hymenoptera
Der Nachwelt blieb Girault vorrangig als Bearbeiter der Systematik der Erzwespen in Erinnerung. Girault verfasste die Erstbeschreibungen von etwa 3.000 Gattungen und Arten der Erzwespen, dazu einige anderer Wespen. Jüngere Überprüfungen seiner taxonomischen Arbeit ergaben die Gültigkeit vieler seiner Taxa. Die enorme Zahl der von Girault beschriebenen Arten rief bereits früh Kritik seiner Zeitgenossen hervor. So wandte sich Walter Wilson Froggatt, Entomologe im Landwirtschaftsministerium von New South Wales, 1915 an Ronald Hamlyn-Harris. In dem Glauben, das Queensland Museum habe die Typen zu den zahlreichen von Girault und Dodd beschriebenen kleinen, parasitoiden Taillenwespen angekauft, kritisierte Froggatt die Beschreibung zahlloser Arten und Gattungen nach nur einem einzelnen Exemplar und aufgrund weniger unscheinbarer Merkmale.
1921 fiel dem spanischen Entomologen Ricardo García Mercet auf, dass Girault in den bis dahin wenig mehr als zehn Jahren wissenschaftlicher Arbeit mehr Arten beschrieben hatte, als seine Kollegen William Harris Ashmead und Leland Ossian Howard zusammen in drei Jahrzehnten. Mercet bemerkte auch, dass Giraults Erstbeschreibungen oberflächlich und sehr knapp gehalten waren. Vielfach beschrieb Girault Gattungen nach Merkmalen, die nicht einmal zur Abgrenzung von Arten geeignet waren. Das völlige Fehlen begleitender Zeichnungen oder Fotografien erschwerte die Erkennung von Giraults Gattungen und Arten zusätzlich und Mercet wünschte sich für die Arbeit Giraults größere Sorgfalt.
Giraults oberflächliche Arbeit betrafen vorrangig seine im Selbstverlag veröffentlichten Arbeiten, die keiner unabhängigen fachlichen Überprüfung unterzogen wurden und meist nur zwei bis fünf Zeilen für die Beschreibung einer Gattung oder Art verwendeten. Auch Giraults Veröffentlichungen in Fachzeitschriften litten unter gravierenden Mängeln: das grundsätzliche Fehlen von Illustrationen, die geringe Zahl der untersuchten Exemplare, die unzureichende Angabe der Fundorte und die Verwendung ungeeigneter morphologischer Merkmale zur Abgrenzung der beschriebenen Taxa.

### Fransenflügler und Weichwanzen

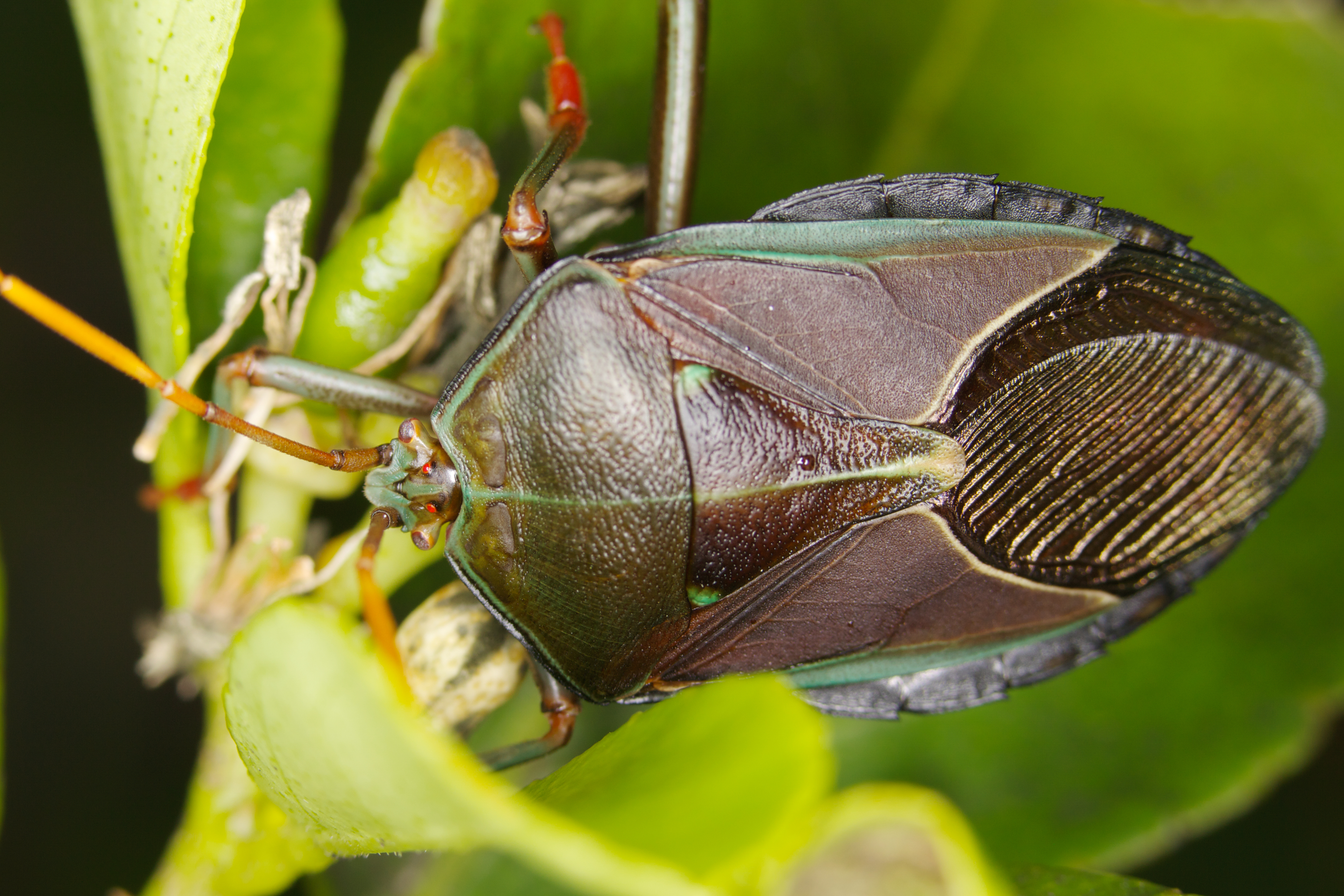
Musgraveia sulciventris

1924 wurde Girault für einige Monate nach Gympie versetzt, wo er die Ökologie des Fransenflüglers Chaetanaphothrips signipennis untersuchte, der als Schädling an Bananenpflanzen auftrat. Weitere Untersuchungen betrafen die Wanze Musgraveia sulciventris, die in australischen Zitrusplantagen große Schäden verursachte. Zu beiden Schädlingen veröffentlichte Girault im Bulletin des Landwirtschaftsministeriums umfangreiche Studien, und er fand den Einstieg in ein neues Tätigkeitsfeld. Ohne seine Arbeit an den Erzwespen einzuschränken, begann Girault mit Veröffentlichungen zur Systematik der Fransenflügler.
Während Giraults frühe Studien an Bettwanze noch solide wissenschaftliche Erkenntnisse erbrachten, waren seine späteren Studien an Weichwanzen (Miridae) in besonderem Maß von seiner unsauberen Arbeitsweise betroffen. Vielfach beschrieb er Funde als neue Arten, die ein Experte für Wanzen richtig bereits beschriebenen Arten zugeordnet hätte und die später als Synonyme erkannt wurden. Die Oberflächlichkeit seiner Diagnosen, das Fehlen von Zeichnungen und der Verlust der Typen führen häufig dazu, dass Giraults Arten nicht sicher identifiziert werden können.

### Typen
Der größte Teil der Typen aus Giraults Zeit in den Vereinigten Staaten befindet sich im National Museum of Natural History in Washington, D.C. Die Typen aus seiner Tätigkeit in Australien befinden sich in der Sammlung des Queensland Museum. Die wirtschaftliche Not und sein Unvermögen zu einer strukturierten Arbeitsweise veranlassten Girault, seine Typen häufig zu mehreren nicht näher verwandten Arten, bisweilen aus verschiedenen Familien oder Ordnungen, auf einem Objektträger zu montieren. Das machte die Arbeit mit der Sammlung außerordentlich schwierig. Jahrzehnte nach Giraults Tod wurde der Sammlungsbestand gesichtet und neu sortiert. Die Sammlung wurde alphabetisch nach den Namen der Gattungen geordnet, ohne den überlieferten Zusammenhang zu zerstören. Dafür wurden für zahlreiche Typen an dem ihnen eigentlich gebührenden Platz Objektträger eingefügt, die lediglich einen Querverweis zum tatsächlichen Unterbringungsort enthielten.
Das Sammlungsmaterial Giraults enthält Typen, die lediglich in Giraults nachgelassenem Manuskript benannt und niemals veröffentlicht worden sind. Damit handelt es sich nicht um verfügbare Namen, die zugehörigen Typen müssten neu bestimmt und gegebenenfalls gültig veröffentlicht werden.
Die Aufarbeitung der mit vielen Defiziten behafteten wissenschaftlichen Arbeit Giraults dauerte Jahrzehnte und umfasste die Herausgabe einer chronologischen Bibliografie seiner 462 Veröffentlichungen, einschließlich der im Selbstverlag herausgegebenen Schriften, und eine Liste von mehr als 500 Typenfundorten mit zugehörigen Übersichtskarten im Jahr 1978. Darauf folgten bis 1986 drei Teilbände mit Checklisten der Typen zu den von Girault beschriebenen Gattungen und Arten. Die Arbeit wurde von Edward Clive Dahms als Teil seiner Doktorarbeit geleistet. 1997 veröffentlichten Dahms und Gordon Gordh eine Checkliste der von Girault beschriebenen Gattungen australischer Encyrtidae und ihrer Arten.

## Publikationen
Die Veröffentlichungen Giraults umfassen 462 Publikationen im Zeitraum von 1901 bis 1942, von denen 63 im Selbstverlag erschienen. Hinzu kommen neun zwischen 1905 und 1915 mit anderen Autoren verfasste Arbeiten. Im Dezember 1901 erschien Giraults erster Beitrag in den Entomological News, zur Zahl der Eier in den Kokons des Forstschädlings Thyridopteryx ephemeraeformis. Bereits seine zweite Veröffentlichung, im Dezember 1903, war eine (mittlerweile synonymisierte) Erstbeschreibung.

### Australian Hymenoptera Chalcidoidea
Giraults bedeutendstes veröffentlichtes Werk ist seine von 1912 bis 1915 in zahlreichen Teilen in den Memoirs of the Queensland Museum erschienene und insgesamt mehr als 900 Seiten umfassende Monografie Australian Hymenoptera Chalcidoidea. Bereits vor der Herausgabe des ersten Teils bat der Herausgeber, Ronald Hamlyn-Harris, Girault um den Verzicht auf seine ausschweifenden Widmungen neu beschriebener Arten und auf seine Anmerkungen zu Wirtschaft und Politik. Girault lehnte das ab und Hamlyn-Harris fühlte sich dennoch an seine Zusage zur Veröffentlichung gebunden. Er fügte der Arbeit jedoch eine redaktionelle Anmerkung bei, in der sich die Redaktion von den Anmerkungen distanzierte. Die von Hamlyn-Harris befürchtete Folge der Veröffentlichung trat dennoch ein. Der australische Entomologe Alfred Jefferis Turner, der zuvor bereits Arbeiten in der Zeitschrift des Queensland Museum veröffentlicht hatte, kündigte eine Arbeit an, deren neue Arten nach Päpsten benannt würden. Er werde zu jeder einzelnen dieser Arten eine Anmerkung verfassen, mit der er eine bestimmte Häresie verurteilt, und dem Ganzen eine Einleitung voranstellen, in der er in rätselhaften und schwer verständlichen Formulierungen das Universum aus der Sicht der römisch-katholischen Kirche beschreibt. Der Konflikt wurde gelöst, indem Hamlyn-Harris Turner versprach, dass die beanstandeten Widmungen nicht mehr veröffentlicht würden. Bei den folgenden Veröffentlichungen Giraults in dieser Zeitschrift entfielen die Erläuterungen zu den Dedikationsnamen.
Ronald Hamlyn-Harris war erst seit 1910 Direktor des Queensland Museum. Die Australian Hymenoptera Chalcidoidea waren ein bedeutendes Element in Hamlyn-Harris' Plänen, seine Museumszeitschrift zu einem international anerkannten Fachmedium zu machen. Gleichwohl unterlag die Zeitschrift aus wirtschaftlichen Gründen Beschränkungen ihres Umfangs. In den ersten vier Bänden der neuen Memoirs of the Queensland Museum übertraf Girault die ihm auferlegten Beschränkungen für die Länge seiner Beiträge deutlich. Zum vierten Jahrgang 1915 musste er sich sogar mit einem Betrag an den Druckkosten beteiligen, der mehreren Monatsgehältern entsprach und seine Möglichkeiten eigentlich überstieg.

### Zeitschriftenaufsätze
Noch während der Arbeit an den Australian Hymenoptera Chalcidoidea veröffentlichte Girault zahlreicher Erstbeschreibungen in Fachzeitschriften, meist in den Vereinigten Staaten und Europa. Es war seine Absicht, dass zunächst diese Erstbeschreibungen erscheinen und in der parallel herausgegebenen Monografie lediglich Zusammenfassungen veröffentlicht werde. Da der zeitliche Ablauf seiner Kontrolle entzogen war, kam es immer wieder vor, dass seine Zusammenfassungen vor der Erstbeschreibung erschienen und nach den Buchstaben der damals gültigen Internationalen Regeln für die Zoologische Nomenklatur als Erstbeschreibungen gelten. Die dadurch verursachte Verwirrung macht einen Teil der Probleme aus, die spätere Taxonomen mit Giraults Erstbeschreibungen haben.
Während seiner Zeit in Washington begann Girault damit, seine Aufsätze mit offener Kritik an der Kommerzialisierung der Entomologie zu versehen. Die Chalcidoidea interessierten ihn nicht vorrangig als Lebewesen mit wirtschaftlicher Bedeutung, sondern aufgrund ihrer bloßen Existenz. Girault war empört, als der Herausgeber des Journal of the Straits Branch of the Royal Asiatic Society seinen Aufsatz-Titel New Chalcid-flies of Malaya eigenmächtig in New chalcid parasites from Malaya änderte. Das Thema begleitete ihn über viele Jahre, und einige seiner von 1925 bis 1933 im Selbstverlag veröffentlichten Schriften nahmen mit Titeln wie New Queensland Insecta Captured Without Any Reference to Use oder Some beauties inhabitant not of commercial boudoirs but of nature’s bosom, notably new insects auf den fehlenden wirtschaftlichen Nutzen der behandelten Wespen Bezug.
Bei Giraults Rückkehr nach Australien im Jahr 1919 waren die Möglichkeiten zur Veröffentlichung wissenschaftlicher Arbeiten stark eingeschränkt. Hatte Ronald Hamlyn-Harris ihn noch nach Kräften unterstützt und zahlreiche überlange Manuskripte angenommen und veröffentlicht, so zwangen die wirtschaftlichen Probleme während und nach dem Ersten Weltkrieg auch die Zeitschriften und ihre Herausgeber zu Einsparungen. Hamlyn-Harris war 1918 durch Heber Albert Longman als Leiter des Queensland Museum und Herausgeber der Memoirs abgelöst worden, und Longman war Girault gegenüber weniger aufgeschlossen. Für die Zeit nach 1919 wurde die entomologische Zeitschrift Insecutor Inscitiae Menstruus des US-amerikanischen Entomologen Harrison Gray Dyar Giraults wichtigstes Medium. Darüber hinaus erschienen seine Aufsätze verstreut in Zeitschriften der ganzen Welt, meist nur sporadisch. Die Schwierigkeiten, seine Publikationen in Zeitschriften unterzubringen, begleiteten Girault bis an sein Lebensende und waren nur teilweise durch seine sachfremden Kommentare bedingt. Sie waren mit ein Grund für seine Entscheidung, im Selbstverlag zu veröffentlichen. Giraults letzte Arbeiten erschienen im Ohio Journal of Science, der Revista de la Sociedad Entomológica Argentina und in der Zeitschrift eines naturkundlichen Vereins, des Queensland Naturalist.

### Selbstverlag
Girault nutzte seine Veröffentlichungen in Fachzeitschriften in großem Umfang für fachfremde Kommentare. Immer wieder versuchte er, seine Kritik an Kollegen oder Auseinandersetzungen am Arbeitsplatz vor der Fachwelt auszubreiten. Das wurde ihm schließlich verwehrt, indem die in Frage kommenden Zeitschriften ihm die Zahl seiner Aufsätze beschränkten, anstößige Passagen redigierten oder seine Artikel gar nicht mehr druckten. Als Alternative, wenn auch aus wirtschaftlichen Gründen nur in begrenztem Umfang, ließ Girault seine Pamphlete und Erstbeschreibungen privat drucken, und beklagte mit Nachdruck das schikanöse Wesen der Herausgeber von Zeitschriften. So entstanden von 1917 bis 1937 63 Veröffentlichungen im Selbstverlag, deren Titel oft schon auf die Qualität des Inhalts schließen ließen. Obgleich die Kritik an Giraults Äußerungen weit überwiegt und meist seinen Geisteszustand in Frage stellt, gibt es auch andere Stimmen. Der australische Entomologe Edward Clive Dahms hat eine umfangreiche Checkliste der Typen zu Giraults Gattungen und Arten erstellt, der er eine Biografie, eine Bibliografie und eine Liste der Typenfundorte voranstellte. Im Rahmen der Arbeit zu diesem Werk hatte er auch Zugang zu Giraults Personalakte im Landwirtschaftsministerium von Queensland und zu einem umfangreichen Briefbestand im Familienbesitz. Dahms sieht in Giraults Ausfällen vielfach die Reaktion eines von seiner Arbeit Besessenen auf die als unberechtigt empfundene Zurückweisung, und weder ein Indiz für Geisteskrankheit noch den Grund für spätere Zurückweisungen.
Girault äußerte sich über allgemeine Fragen von Politik, Wirtschaft und Handel und Frauenrechten, aber auch über den Zustand der entomologischen Forschung, den Niedergang der Taxonomie und dem Erkenntnisgewinn als einzige legitime Aufgabe der Wissenschaft. Förmlich besessen war er von seiner vernichtenden Kritik an der wirtschaftlichen Nutzung der Entomologie, namentlich der Konzentration auf die Erforschung von Insekten, die Krankheiten oder wirtschaftliche Schäden verursachen können und ihrer natürlichen Feinde. In diesem Bereich fiel er immer wieder über Kollegen her, was mittelbar eine Folge seiner beruflichen Tätigkeit in diesem zutiefst verabscheuten Teilgebiet der Entomologie war. Der Stil seiner derartigen Äußerungen war einem starken Wandel unterworfen. Bisweilen griff er seine Kollegen mit längeren Gedichten an oder entwickelte ausgefeilte Darstellungen voller Bonmots und versteckter Boshaftigkeiten. An anderen Stellen beschränkte sich Girault auf üble Beschimpfungen, deren Ziel, Politiker oder Kollegen, sich bisweilen nur Eingeweihten erschloss. Giraults Veröffentlichungen liefern in ihrer Gesamtheit das Bild eines überragenden Experten seines Fachgebiets, während seine ab 1917 im Selbstverlag herausgegebenen Schriften einen rechthaberischen und zunehmend verbitterten Mann erkennen lassen.

#### Polemische Exkurse
Giraults Veröffentlichungen im Selbstverlag waren meist nur eine oder wenige Seiten lange Aneinanderreihungen von Erstbeschreibungen neuer Gattungen oder Arten. Ihnen waren immer wieder hemmungslose Ausfälle gegen Kollegen oder andere sachfremde Äußerungen vorangestellt oder eingeschoben, die erkennbar der Hauptzweck der Veröffentlichung waren. In zwei Fällen veröffentlichte Girault inmitten seiner ernsthaften wissenschaftlichen Beiträge die Erstbeschreibungen fiktiver Arten, einer Erzwespe und eines Menschen:
- Shillingsworthia shillingsworthi ist eine im Oktober 1920 in seiner Veröffentlichung Some Insects never before seen by Mankind erschienene sarkastische Beschreibung seines ehemaligen Vorgesetzten James Franklin Illingworth: Wie Polynema, aber Petiolus, Kopf, Abdomen und Mandibeln fehlen. S. shillingsworthi, leer, ohne Inhalt und unbestimmt. Von bemerkenswerter Nichtigkeit, nur aus bestimmten Blickwinkeln sichtbar. Schattenlos. Eine fragile Art, deren Flug nur vom geflügelten Geist verfolgt werden kann. Aus einem nackten Abgrund auf dem Jupiter, 5. August 1919. Diese zarte Gattung ist Dr. Johann Francis Illingworth [sic] gewidmet, der sich durch seinen selbstlosen Einsatz für die Entomologie auszeichnet. Er opfert nicht nur alle Annehmlichkeiten des Lebens, sondern auch seine Gesundheit und sein Ansehen der kompromisslosen Suche nach der Wahrheit und der Liebe für die zarten Geschöpfe der Luft. Ehrt ihn!. Unmittelbar vorher befanden sich die Erstbeschreibungen der Art Neocasca shillingsworthi, heute Bardylis shillingsworthi (Girault, 1920), die er ausdrücklich nach Illingworth benannte, der Gattung Richteria und der Art Ormyrus langlandi.[29][30]

- Homo perniciosus ist eine zweite fiktive Art, die Girault in seiner im April 1924 erschienenen Schrift Homo Perniciosus and New Hymenoptera darstellte. Seine Beschreibung richtet sich offenbar, wie viele andere seiner Äußerungen, aggressiv gegen die feministische Idealvorstellung der Neuen Frau: Homo perniciosus wurde folgendermaßen beschrieben, und diese Beschreibung wird hier bestätigt: abnormes weibliches Individuum (lieblos und ohne Nachkommen); Herz ohne Funktion; Brüste verborgen; Psyche neuartig (erwartungsgemäß) aber künstlich; fröhlich, vielfarbig, verwildert; Konturen lieblich wie die einer Frau, aber von harter Natur (selbstsüchtig, gedankenlos, stolz, ohne Mitgefühl, verantwortungslos, aggressiv störend, unsensibel, luxus- und streitsüchtig, hyperaktiv, fordernd, schlecht, räuberisch und sogar fleischfressend, widersprüchlich, unfreundlich, unbescheiden, kritisch, herausfordernd, giftig); Verhalten instabil (bis hin zum Verrat), verkniffenes Gesicht, kräftiger Körperbau. Überall zu finden, aber im natürlichen Lebensraum selten. Nach jungen Erwachsenen, hier sind sie am häufigsten, 1923, Australien. Diese Tirade war selbst für Giraults Verhältnisse ungewöhnlich heftig, war aber kein Ausdruck einer grundsätzlichen Misogynie. Von Girault wird berichtet, dass er Frauen, die dem traditionellen Frauenbild entsprachen, wie auch seiner Ehefrau, mit großem Respekt begegnete. Wie bei anderen Pamphleten folgten auf die eineinhalb Seiten Abrechnung mit der „Neuen Frau“ zweieinhalb Seiten mit einem Dutzend Erstbeschreibungen von Gattungen und Arten sowie einige Korrekturen zu früheren Veröffentlichungen.[29][31]

Das Thema der „Neuen Frau“, in seinem Verständnis wohl der berufstätigen Frau, hat Girault über Jahre beschäftigt. In seiner im Januar 1926 veröffentlichten Schrift Hymenoptera Minutae Nova Australiensis folgt auf die Erstbeschreibung von Mozartella beethoveni ein Satz dazu: Homo pernicolosus Girault. Dieser verirrte Kosmopolit wurde von der modernen Wirtschaft hervorgebracht, die sicher der Grund für mehr als eine Perversion ist. 1928 schreibt er in den einleitenden eineinhalb Seiten der Schrift Some Insecta and a New All Highness (Notes compiled in fear and sorrow): Eine Revolution hat die Natur erfasst. Die Frau — Homo perniciosus — hat ihren irdischen Thron besetzt und ist nun unser königlicher Despot, die Allerhöchste Majestät, vor der sich alle (Männer) verbeugen müssen. Auch hier folgt eine Anzahl wissenschaftlicher Erstbeschreibungen.

#### Wissenschaftliche Anerkennung
Giraults Ausfälle haben zu seinen Lebzeiten und in den ersten Jahren nach seinem Tod die Anerkennung seiner wissenschaftlichen Leistungen verhindert. Seine im Selbstverlag veröffentlichten Pamphlete wurden von den Bibliotheken nicht in ihren Bestand aufgenommen. Das geschah auch, weil ihre Titel kein Hinweis auf den für die Zoologie bedeutenden Inhalt waren. Nicht eine Bibliothek, einschließlich der des Queensland Museum oder der Australian National Insect Collection, verfügt über eine vollständige Sammlung dieser Veröffentlichungen. Man muss vielmehr davon ausgehen, dass einzelne dieser Schriften unbekannt und für immer verloren sind.
Die Gültigkeit von Hunderten der in Giraults selbst verlegten Veröffentlichungen beschriebenen Gattungen und Arten und der sonstigen taxonomisch relevanten Entscheidungen war über Jahrzehnte umstritten. Bereits 1923 wiesen die Entomologen Arthur B. Gahan und Margaret M. Fagan vom National Museum of Natural History der Auffassung, dass es ungeachtet der fragwürdigen Umstände ihrer Veröffentlichung keinen hinreichenden Grund gebe, die von Girault verfügbar gemachten Namen zurückzuweisen. Es war und ist üblich, dass Erstbeschreibungen in zoologischen Fachzeitschriften veröffentlicht werden. Der von der Zoological Society of London herausgegebene Zoological Record war nicht nur eine zoologische Bibliografie, sondern auch ein Verzeichnis der neu beschriebenen Taxa. Die von Girault in seinen im Selbstverlag herausgegebenen Schriften beschriebenen Arten wurden im Zoological Record nur ausnahmsweise aufgeführt. Auch die maßgebliche Bibliography of Australian entomology, 1775–1930, die der australische Entomologe Anthony Musgrave 1932 herausgegeben hat, ignorierte Girults Veröffentlichungen als nicht wissenschaftlich. Andere Kataloge, wie der von 1939 bis 1950 von Sheffield Airey Neave in fünf Bänden herausgegebene Nomenclator Zoologicus, enthielten die privaten Veröffentlichungen Giraults, womit die Namen der Forschung bekannt wurden, führte aber einige Gattungen nicht auf.
Die Erstbeschreibungen Giraults waren für die kleine Gemeinschaft der Erzwespen-Forscher eine Belastung, weniger wegen Giraults Anwürfen gegenüber Kollegen, sondern wegen ihrer großen Zahl, der mangelhaften Diagnosen von nur wenigen Zeilen Länge und wegen zahlreicher Widersprüche. 1961 veröffentlichte der argentinische Entomologe Luis De Santos eine Aufstellung der 63 von Girault zwischen März 1917 und November 1937 im Selbstverlag veröffentlichten Schriften und der durch die mehr als 1.000 Erstbeschreibungen oder Neubenennungen von Gattungen und Arten verfügbar gemachten Namen:
| Höheres Taxon                | Gattungen | Untergattungen | Arten | Unterarten | Varietäten |
| ---------------------------- | --------- | -------------- | ----- | ---------- | ---------- |
| Erzwespen                    | 127       | 1              | 733   | 14         | 5          |
| Gallwespenartige             | 2         |                | 24    |            |            |
| Zehrwespenartige             | 1         |                | 25    |            |            |
| Chrysidoidea                 |           |                | 4     |            |            |
| Schlupfwespenartige          | 1         |                | 14    | 1          |            |
| Terebrantia (Fransenflügler) | 1         |                | 63    | 2          |            |
| Tubulifera (Fransenflügler)  | 1         |                | 68    |            |            |
| Weichwanzen                  |           |                | 8     |            |            |
| Summe                        | 133       | 1              | 939   | 17         | 5          |

Formal wäre es möglich gewesen, jeden einzelnen der von Girault im Selbstverlag veröffentlichten Namen von der International Commission on Zoological Nomenclature für nicht gültig veröffentlicht erklären zu lassen. Dieser Weg wurde jedoch nicht beschritten, weil davon verheerende Folgen für die Taxonomie der Erzwespen befürchtet wurden, mit Hunderten Taxa, zu denen Typen und spätere wissenschaftliche Veröffentlichungen existierten, und die dann keinen gültigen Namen hätten. Stattdessen wurden die privaten Veröffentlichungen, Giraults, die bis dahin nur einem kleinen Kreis von Spezialisten zugänglich waren, 1979 in einer Ausgabe der Memoirs of the American Entomological Society erneut herausgegeben und damit allen Interessierten verfügbar gemacht. Es besteht Konsens, dass Giraults im Selbstverlag herausgegebenen Publikationen den Internationalen Regeln für die Zoologische Nomenklatur entsprechende gültige Veröffentlichungen waren. Damit wurde Girault für die Wissenschaft rehabilitiert, und seine ausschweifenden Nebenbemerkungen zu originellen aber belanglosen Äußerungen eines Exzentrikers herabgestuft.

### Synopsis of Australian Chalcidoidea
Bereits 1917 hatte Girault mit der Arbeit an seinem Lebenswerk begonnen, seiner nie veröffentlichten Synopsis of Australian Chalcidoidea. Nachdem er im Juni 1935 vom Landwirtschaftsministerium in Queensland nicht mehr weiterbeschäftigt wurde, konnte er mit Hilfe von Fördermitteln der Commonwealth Scientific and Industrial Research Organisation (CSIRO) seine Arbeit an dem Werk bis zum Juni 1937 fortsetzen. Zu den Förderbedingungen gehörte die Übergabe des Manuskripts an das Queensland Museum. Das Gesamtwerk wurde nie veröffentlicht. Die 2.483 Manuskriptseiten mit einem Gewicht von 37 Pfund befinden sich heute in der Australian National Insect Collection, das Queensland Museum besitzt eine Kopie. Wie schon bei den von 1912 bis 1915 erschienenen Australian Hymenoptera Chalcidoidea hatte Girault vielfach den Überblick verloren. Seine in den 1920er und 1930er Jahren im Selbstverlag erschienenen Erstbeschreibungen von zwei bis fünf Zeilen Länge fanden im Manuskript oft umfangreichere Entsprechungen, und viele Typen aus Giraults Sammlung wurden nur im Manuskript beschrieben und nie veröffentlicht.

## Dedikationsnamen (Auswahl)
Einige der nach Girault benannten Arten waren sekundäre Homonyme, die durch Synonymisierungen von Gattungen entstanden waren. Für die später beschriebene Art muss in diesen Fällen ein neuer Name festgelegt werden. Dabei ist es Tradition, die Art nach dem ursprünglichen Autor zu benennen.
- Anteon giraulti Dodd, 1914
- Centrodora giraulti Hayat, 1987 für Centrodora australiensis (Girault, 1913)[35]
- Ceratobaeus giraulti Dodd, 1914[36]
- Cheiloneurus giraulti Trjapitzin, 2002 für Cheiloneurus pulcher (Girault, 1911)[37][38]
- Cirrospilus giraulti Peck, 1951 für Pseudiglyphomyia pulchra (Girault, 1916)[39]
- Elasmus giraulti Jefremowa & Strachowa, 2009[40]
- Giraultoma Bouček, 1988[41]
- Metaphycus giraulti Noyes & Woolley, 1994[42]
- Nasonia giraulti Darling, 1990[43]
- Opistacantha giraulti Dodd, 1914
- Plutarchia giraulti Subba Rao, 1974[44]
- Selitrichodes giraulti Kim & La Salle, 2008 für Selitrichodes  flavus (Girault, 1913)[45]
- Stephanodes giraulti (Perkins, 1912)
- Theridion giraulti Rainbow, 1916[46]
- Thoreauana giraulti Paretas-Martínez & Pujade-Villar, 2006[46]

## Erstbeschreibungen durch Alexandre Arsène Girault (Auswahl)
- Aligheria Girault, 1925
- Aligherinia Girault, 1922 (nach Dante Alighieri)
- Bardylis shillingsworthi (Girault, 1920) (nach James Franklin Illingworth)[30]
- Beethovena Girault, 1932 (nach Ludwig van Beethoven)
- Brachymeria judaei (Girault, 1937) (nach den immer noch verfolgten Juden)[47]
- Campylomma liebknechti (Girault, 1934) (nach Karl Liebknecht)
- Carlyleia Girault, 1916 (nach Thomas Carlyle)
- Delisleia pattersoni Girault, 1936 (nach Haywood Patterson, einem der Scottsboro Boys)[48]
- Emersonella Girault, 1916 (nach Ralph Waldo Emerson)
- Goetheana Girault, 1920
- Goetheana shakespearei Girault, 1920
- Goethella Girault, 1928 (nach Johann Wolfgang von Goethe)
- Ixodiphagus brunneus (Girault, 1925)[49]
- Keatsia Girault, 1928 (nach John Keats, Synonym von Metaphaenodiscus Mercet, 1921)
- Mozartella Girault, 1926 (nach Wolfgang Amadeus Mozart)[32]
- Mozartella beethoveni Girault, 1926 (nach Ludwig van Beethoven)[32]
- Muscidifurax Girault & Sanders, 1910[50]
- Muscidifurax raptor Girault & Sanders, 1910[50]
- Ophelimus listzi (Girault, 1934) (nach Franz Liszt)[51]
- Ophelimus thaelmanni (Girault, 1934) (nach Ernst Thälmann)[51]
- Plutarchia Girault, 1925 (nach Plutarch)
- Richteria Girault, 1920 (nach Jean Paul)[30]
- Shakespearia Girault, 1928 (nach William Shakespeare, Synonym von Psyllaephagus Ashmead, 1900)

## Veröffentlichungen (Auswahl)
- Eggs of Thiridopteryx ephemeraeformis. In: Entomological News 1901, Band 12, S. 304, Digitalisat.
- A New Species of Gall-Wasp (Cynipidae) from Goldenrod (Solidago). In: Entomological News 1903, Band 14, S. 323–324, Digitalisat.
- Anaphes conotracheli species novem. An Important Egg-parasite. In: Entomological News 1905, Band 16, S. 220, Digitalisat.
- Further Biological Notes on the Colorado Potato Beetle, Leptinotarsa decemlineata (Say), including Observations on the Number of Generations and Length of the Period of Oviposition. In: Annals of the Entomological Society of America 1908, Band 1, S. 155–178, Digitalisat.
- Encarsia versicolor species novum, an eulophid parasite of the greenhouse whitefly, Aleyrodes vaporariorum Westwood. In: Psyche 1908, Band 15, Nr. 3, S. 53–57, Digitalisat.
- Notes on the feeding habits of Cimex lectularius Linnaeus. In: Psyche 1908, Band 15, Nr. 4, S. 85–87, Digitalisat (falsche Reihenfolge der Seiten im Digitalisat).
- (mit George E. Sanders): The chalcidoid parasites of the common house or typhoid fly (Musca domestica Linnaeus) and its allies. I. In: Psyche 1909, Band 16, Nr. 6, S. 119–132, Digitalisat.
- (mit George E. Sanders): The chalcidoid parasites of the common or typhoid fly (Musca domestica Linn.) and its allies. In: Psyche 1910, Band 17, Nr. 1, S. 9–28, Digitalisat.
- (mit George E. Sanders): The chalcidoid parasites of the common house or typhoid fly (Musca domestica Linn.) and its allies. II. Reconstruction of the genus Pachycrepoideus Ashmead of the family Pteromalidae, descriptions of P. dubius Ashmead, sp.nov., its type species. In: Psyche 1910, Band 17, Nr. 3, S. 108–117, Digitalisat.
- (mit George E. Sanders): The chalcidoid parasites of the common house or typhoid fly (Musca domestica Linn.) and its allies. III. Description of a new North American genus and species of the family Pteromalidae from Illinois, parasitic on Musca domestica Linn., with biological notes. In: Psyche 1910, Band 17, Nr. 4, S. 145–160, Digitalisat.
- Australian Hymenoptera Chalcidoidea I. The Family Trichogrammatidae with Descriptions of New Genera and Species. In: Memoirs of the Queensland Museum 1912, Band 1, S. 66–116, Digitalisat
- Australian Hymenoptera Chalcidoidea II. The Family Mymaridae with Description of New Species. In: Memoirs of the Queensland Museum 1912, Band 1, S. 117–175, Digitalisat
- Australian Hymenoptera Chalcidoidea III. The Family Elasmidae with Description of New Species. In: Memoirs of the Queensland Museum 1912, Band 1, S. 176–189, Digitalisat
- Australian Hymenoptera Chalcidoidea I. Supplement – Trichogrammatidae. In: Memoirs of the Queensland Museum 1913, Band 2, S. 101–106, Digitalisat
- Australian Hymenoptera Chalcidoidea II. Supplement – Mymaridae. In: Memoirs of the Queensland Museum 1913, Band 2, S. 107–129, Digitalisat
- Australian Hymenoptera Chalcidoidea III. Supplement – Elasmidae. In: Memoirs of the Queensland Museum 1913, Band 2, S. 130–139, Digitalisat
- Australian Hymenoptera Chalcidoidea – IV. The family Eulophidae with descriptions of new genera and species. In: Memoirs of the Queensland Museum 1913, Band 2, S. 140–296, Digitalisat
- Australian Hymenoptera Chalcidoidea – V. The Family Perilampidae with the description of One New Genus and Four Species. In: Memoirs of the Queensland Museum 1913, Band 2, S. 297–302, Digitalisat
- Australian Hymenoptera Chalcidoidea – VI. The Family Pteromalidae with descriptions of New Genera and Species. In: Memoirs of the Queensland Museum 1913, Band 2, S. 303–334, Digitalisat
- Australian Hymenoptera Chalcidoidea I. Second Supplement – Trichogrammatidae. In: Memoirs of the Queensland Museum 1914, Band 3, S. 142–153, Digitalisat
- Australian Hymenoptera Chalcidoidea II. Second Supplement – Mymaridae. In: Memoirs of the Queensland Museum 1914, Band 3, S. 154–169, Digitalisat
- Australian Hymenoptera Chalcidoidea III. Second Supplement – Elasmidae. In: Memoirs of the Queensland Museum 1914, Band 3, S. 170–179, Digitalisat
- Australian Hymenoptera Chalcidoidea IV. Supplement – Eulophidae. In: Memoirs of the Queensland Museum 1914, Band 3, S. 180–299, Digitalisat
- Australian Hymenoptera Chalcidoidea V. Supplement – Perilampidae. In: Memoirs of the Queensland Museum 1914, Band 3, S. 300–312, Digitalisat
- Australian Hymenoptera Chalcidoidea VI. Supplement – Pteromalidae. In: Memoirs of the Queensland Museum 1914, Band 3, S. 313–346, Digitalisat
- Some chalcidoid Hymenoptera from north Queensland. In: The Canadian Entomologist 1915, Band 47, Nr. 1, S. 17–20, Digitalisat und Nr. 2, S. 42–48, Digitalisat.
- Australian Hymenoptera Chalcidoidea – VII. The Family Encyrtidae with Descriptions of New Genera and Species. In: Memoirs of the Queensland Museum 1915, Band 4, S. 1–184, Digitalisat.
- Australian Hymenoptera Chalcidoidea – VIII. The Family Miscogasteridae with Descriptions of New Genera and Species. In: Memoirs of the Queensland Museum 1915, Band 4, S. 185–202, Digitalisat.
- Australian Hymenoptera Chalcidoidea – IX. The Family Cleonymidae with Descriptions of New Genera and Species. In: Memoirs of the Queensland Museum 1915, Band 4, S. 203–224, Digitalisat.
- Australian Hymenoptera Chalcidoidea – X. The Family Eucharidae with Descriptions of New Genera and Species. In: Memoirs of the Queensland Museum 1915, Band 4, S. 225–237, Digitalisat.
- Australian Hymenoptera Chalcidoidea – XI. The Family Eurytomidae with Descriptions of New Genera and Species. In: Memoirs of the Queensland Museum 1915, Band 4, S. 238–274, Digitalisat.
- Australian Hymenoptera Chalcidoidea – XII. The Family Callimomidae with Descriptions of New Genera and Species. In: Memoirs of the Queensland Museum 1915, Band 4, S. 275–309, Digitalisat.
- Australian Hymenoptera Chalcidoidea – XIII. The Family Agaonidae with Descriptions of Four New Genera, Six New Species and One New Variety. In: Memoirs of the Queensland Museum 1915, Band 4, S. 310–313, Digitalisat.
- Australian Hymenoptera Chalcidoidea – XIV. The Family Chalcididae with Descriptions of New Genera and Species. In: Memoirs of the Queensland Museum 1915, Band 4, S. 314–365, Digitalisat.
- New Australian chalcid-flies (Hymenoptera, Chalcididae). In: Insecutor Inscitiae Menstruus 1917, Nr. 6, S. 92–96, Digitalisat und Nr. 7, S. 133–155, Digitalisat.
- Descriptiones Hymenopterorum Chalcidoidicarum Variorum cum Observationibus V. Selbstverlag, Glenndale, Maryland 1917.
- Chalcidoidea Nova Marilandensis III. Selbstverlag, Glenndale, Maryland 1917.
- New chalcid parasites from Malaya. In: Journal of the Straits Branch of the Royal Asiatic Society 1919, Band 80, S. 165–168, Digitalisat.
- Hymenoptera Chalcidoidea Nova Australiensis. Selbstverlag, Brisbane 1919, Digitalisat.
- Some Insects never before seen by Mankind. Selbstverlag, Brisbane 1920, Digitalisat.
- New Animals of Australia and Old Men of the Earth. Selbstverlag, Brisbane 1921, Digitalisat.
- The true remedy for head lice. Dedication of a new animal to the quality of majesty and so forth. Selbstverlag, Brisbane 1922, Digitalisat.
- Loves, Wooed and Won in Australia. Selbstverlag, Brisbane 1923, Digitalisat.
- Microscopitis, Womanitis and New Hexapoda. Selbstverlag, Sydney 1923, Digitalisat.
- The orange-tree bug (Oncoscelis sulciventris Stal.) Recent investigations. In: Queensland Agricultural Journal (N.S.) 1924, Band 21, S. 57–78, ZDB-ID 406558-x.
- Homo Perniciosus and New Hymenoptera. Selbstverlag, Brisbane 1924, Digitalisat.
- Lese Majeste, New Insecta and Robbery. Selbstverlag, Gympie 1924, Digitalisat.
- Indications (in new insects) of ruling power and law in nature. Selbstverlag, Brisbane 1925, Digitalisat.
- Notes and descriptions of Australian chalcid-flies III. (Hymenoptera). In: Insecutor Inscitiae Menstruus 1925, Band 13, Nr. 4–6, S. 91–100, Digitalisat.
- The banana thrips rust. In: Queensland Agricultural Journal (N.S.) 1925, Band 23, S. 471–517, ZDB-ID 406558-x.
- An essay on when a fly is lovable, the ceremony of baptizing some and unlovely hate. Selbstverlag, Brisbane 1925, Digitalisat.
- Some Gem-like or Marvellous Inhabitants of the Woodlands Heretofore Unknown and by Most Never Seen nor Dreamt of. Selbstverlag, Brisbane 1925, Digitalisat.
- New Queensland Insecta Captured Without Any Reference to Use. Selbstverlag, Brisbane 1925, Digitalisat.
- Hymenoptera Minutae Nova Australiensis. Selbstverlag, Brisbane 1926, Digitalisat.
- Characteristics of New Australian Insects (Refused Publication on Pretext). Selbstverlag, Brisbane 1926, Digitalisat.
- New Pests from Australia. Selbstverlag, Brisbane 1926, Digitalisat.
- A Discourse on Wild Animals. Selbstverlag, Brisbane 1927, Digitalisat.
- A prodigeous discourse on wild animals. Selbstverlag, Brisbane 1928, Digitalisat.
- Some New Hexapods Stolen from Authority. Selbstverlag, Brisbane 1928, Digitalisat.
- Some Insecta and a New All Highness (Notes compiled in fear and sorrow). Selbstverlag, Brisbane 1928, Digitalisat.
- Notice of a curious professor and of nature wasps and wood lice. Selbstverlag, Brisbane 1928, Digitalisat.
- North American Hymenoptera Mymaridae. Selbstverlag, Brisbane 1929, Digitalisat.
- A Case of Lunacy in Homo. And of New Six-legged Articulates. Selbstverlag, Brisbane 1929, Digitalisat.
- A New Habitat in an Old Insect. Homo pudicus and New Eurytomid. Selbstverlag, Brisbane 1931, Digitalisat.
- New Lower Hymenoptera from Australia and India. Selbstverlag, Brisbane 1932, Digitalisat.
- Some Beauties Inhabitant not of Commercial Boudoirs but of Natures Bosom, notably new Insects. Selbstverlag, Brisbane 1933, Digitalisat.
- New Capsidae and Hymenoptera with a note on an unmentionable. Selbstverlag, Brisbane 1934, Digitalisat.
- Chalcididae, Capsidae species nova australiensis Giraulti. Selbstverlag, Indoorpooly 1936, Digitalisat.
- Terror-errors; and novitates of Pterygota (Or Earth Realities not State-bound). Selbstverlag, Sydney 1936, Digitalisat.
- New naturals unorthodoxies and non-pollutions viz new hexapods. Selbstverlag, Brisbane 1937, Digitalisat.
- Descriptions of a few new parasites of pests, Australian mostly. In: The Queensland Naturalist 1938, Band 10, Nr. 4, S. 74–77, Digitalisat.
- Descriptions of some chalcid wasps. In: The Queensland Naturalist 1939, Band 11, Nr. 1, S. 14–23, Digitalisat.
- Three new Chalcidoidea from Australia. In: The Queensland Naturalist 1940, Band 11, Nr. 5, S. 103–109, Digitalisat.
- A new genus of Queensland Chalcidoidea. In: The Queensland Naturalist 1941, Band 11, Nr. 6, S. 132–134, Digitalisat.